# Redford Henry Mulock
Redford Henry »Red« Mulock, kanadski letalski častnik, vojaški pilot in letalski as, * 11. avgust 1886, Winnepeg, Manitoba, † 23. januar 1961, Montreal.
Polkovnik Mulock je v svoji vojaški službi dosegel 5 zračnih zmag. Hkrati je bil tudi najvišji rangirani kanadski vojaški pilot prve svetovne vojne.

## Življenjepis
Leta 1911 je vstopil v Kanadsko poljsko artilerijo, a je bil leta 1915 premeščen v Kraljevo kanadsko vojno mornarico, v Kraljevo pomorsko zračno službo.
Med prvo svetovno vojno je postal prvi Kanadčan, ki je postal letalski as in hkrati tudi prvi RNAS letalski as.

## Odlikovanja
- Distinguished Service Order (DSO) s ploščico
- Chevalier de la Légion d'Honneur
- Croix de Guerre